# Luciano Sacripanti
Luciano Sacripanti (* 29. Dezember 1927 in Rom; † 20. März 2000 ebenda) war ein italienischer Regieassistent.
Sacripanti, der als Sohn des Charakterdarstellers Umberto Sacripante in die Welt des Schauspieles und Films hineingeboren wurde (auch sein Bruder, Mauro, wirkte als Produktionsleiter beim Kinofilm), war seit 1953 immer wieder als Regieassistent tätig. Unter dem Namen Luciano Lelli skriptete bzw. inszenierte er 1967 und 1968 zwei wenig bemerkenswerte Genrefilme mit; 1972 führte er unter der Gesamtleitung von Edward Dmytryk die Regie beim Richard-Burton-Vehikel Blaubart. Vier Jahre später leitete er den zweiten Stab bei Sergio Sollimas umfangreicher Der schwarze Korsar-Verfilmung.

## Filmografie
- 1967: Bang Bang Kid (Drehbuch & Regie der ital. Version)
- 1968: Ragan (Ko-Regie)
- 1972: Blaubart (Barbe bleu) (ital. Version)